# Torfowiec skręcony
Torfowiec skręcony (Sphagnum contortum Schultz) – gatunek mchu z rodziny torfowcowatych (Sphagnaceae).

## Rozmieszczenie geograficzne
Występuje w Europie, na Kaukazie, w Ameryce Północnej, Chinach i Japonii.
W Europie rośnie od Norwegii, Szwecji, Finlandii i północnej Rosji na północy po północno-zachodnią Hiszpanię, Albanię, Grecję, Bułgarię i Gruzję na południu. Znany jest także z Sycylii. Jego zasięg południkowy rozciąga się od Islandii na zachodzie po środkową Rosję na wschodzie. Występuje na obszarach górskich m.in. w Alpach (do wysokości 2000 m n.p.m.), Apeninach, Górach Dynarskich i Karpatach, w tym w Tatrach. Znany jest również z Wysp Brytyjskich.
W Polsce rośnie na terenie całego kraju, najliczniej jednak w jego północnej, północno-zachodniej i południowo-wschodniej części. W górach ma rozproszone stanowiska. Najwyżej położone znajduje się w Beskidzie Wyspowym (1310 m n.p.m.).

## Morfologia i anatomia
PokrójTorfowiec średniego rozmiaru bądź nieduży tworzący darnie koloru matowozielonego, zielonego do żółtawego, złotobrązowego lub brązowawego, czasami z czerwonawymi przebarwieniami.
GłówkiStosunkowo duże i płaskie. Mają zakrzywione w różnych kierunkach gałązki.
PęczkiZwarte, z 4(6) gałązkami (6-7, rzadko 5), z których 2(3) (3-4) są często zakrzywionymi gałązkami odstającymi, osiągającymi 15 mm długości; 3-4 gałązki przeważnie mniejsze od odstających gałązki zwisające.
ŁodyżkiSztywne, do 0,8 mm średnicy, bladozielone u szczytu, brązowe (nigdy czarne) w dolnej części. Kora dobrze rozwinięta, zbudowana z 2-3 warstw rozdętych komórek. Cylinder wewnętrzny blady, żółtozielony do jasnobrązowego. Łodyżki gałązkowe mają wyraźne, przeważnie linearnie ułożone w parami komórki retortowe z krótkimi szyjkami.
Listki łodyżkoweDrobne, do 1,1 mm długości, okrągło-trójkątne, trójkątno-językowate do językowatych, odstające lub zwisające, wklęsłe, ze szczytami szeroko zaokrąglonymi, nieco wyszarpanymi. Komórki wodne mogą być wyposażone w listewki w szczytowej części liścia.
Listki gałązkoweDo 1,8 mm długości, jajowate do jajowato-lancetowatych. Listki położone u nasady gałązek często są wąskie i zakrzywione. Komórki wodne po stronie grzbietowej liścia są prawie płaskie w przekroju poprzecznym i mają wiele, często pierścieniowych porów wzdłuż ścian komisuralnych; po stronie brzusznej również są prawie płaskie w przekroju poprzecznym i nie mają porów w ogóle lub mają kilka. Komórki chlorofilowe w przekroju poprzecznym są owalno-trójkątne, grubościenne i bardziej otwarte od strony grzbietowej liścia; od strony brzusznej są płytko zamknięte.
Gatunki podobneIstnieje możliwość pomyłki z innymi gatunkami z podrodzaju Subsecunda, do którego ten torfowiec należy, zwłaszcza z torfowcem wklęsłolistnym (Sphagnum platyphyllum) i torfowcem jednobocznym (Sphagnum subsecundum). Od torfowca wklęsłolistnego różni się budową główek, pęczków i listków łodyżkowych. Główka u S. platyphyllum jest nieduża, słabo wykształcona, z dobrze widocznym pączkiem wierzchołkowym, a pęczki najczęściej mają trzy gałązki, podczas gdy u S. contortum główka jest stosunkowo duża, a pęczki liczą najczęściej sześć bądź siedem gałązek. U torfowca skręconego listki łodyżkowe są wyraźnie mniejsze od listków gałązkowych, a ich komórki wodne mają listewki przeważnie tylko w okolicach wierzchołka; u torfowca wklęsłolistnego listki łodyżkowe są duże, niekiedy nawet większe od listków gałązkowych, a prawie wszystkie komórki wodne mają listewki. Od torfowca jednobocznego różni się kolorem łodyżek i liczbą warstw kory tychże łodyżek. U torfowca skręconego łodyżki są przeważnie jaśniejsze – cylinder wewnętrzny jest żółtozielony bądź jasnobrązowy, podczas gdy u torfowca jednobocznego jest czarny bądź ciemnobrązowy, choć u form rosnących w cieniu może być bladszy. Kora łodyżek u S. contortum jest dwu- lub trzywarstwowa, u S. subsecundum jednowarstwowa.

## Systematyka
Gatunek zaliczany jest do podrodzaju Subsecunda Schlieph. Podrodzaj ten obejmuje torfowce tworzące darnie o przewadze barw żółtych i brązowych, z końcami gałązek w główce odgiętymi, z listkami gałązkowymi jajowatymi lub owalnymi, wklęsłymi, często jednobocznie skręconymi. Kolor łodyżki u tych torfowców jest przeważnie brązowy (brunatny) bądź żółty, z korą zbudowaną z jednej lub kilku warstw komórek, dobrze odgraniczoną od cylindra wewnętrznego. Ponadto komórki wodne listków gałązkowych mają po stronie grzbietowej zazwyczaj małe pory komisuralne układające się w krótsze bądź dłuższe rzędy wzdłuż ścian komórek chlorofilowych.

## Ekologia i biologia
Występuje na żyznych torfowiskach niskich i przejściowych. W Europie Środkowej uważany jest za gatunek charakterystyczny dla rzędu torfotwórczych zbiorowisk torfowisk przejściowych i dolinek na torfowiskach wysokich  Scheuchzerietalia palustris.

## Ochrona
Gatunek jest objęty w Polsce ochroną od 2001 roku. W latach 2001–2004 podlegał ochronie częściowej, w latach 2004–2014 ochronie ścisłej, a od 2014 roku ponownie objęty jest ochroną częściową, na podstawie Rozporządzenia Ministra Środowiska z dnia 9 października 2014 r. w sprawie ochrony gatunkowej roślin.